# Anama limpida
Anama limpida là một loài bọ cánh cứng trong họ Cerambycidae.